# 輔助動力系統

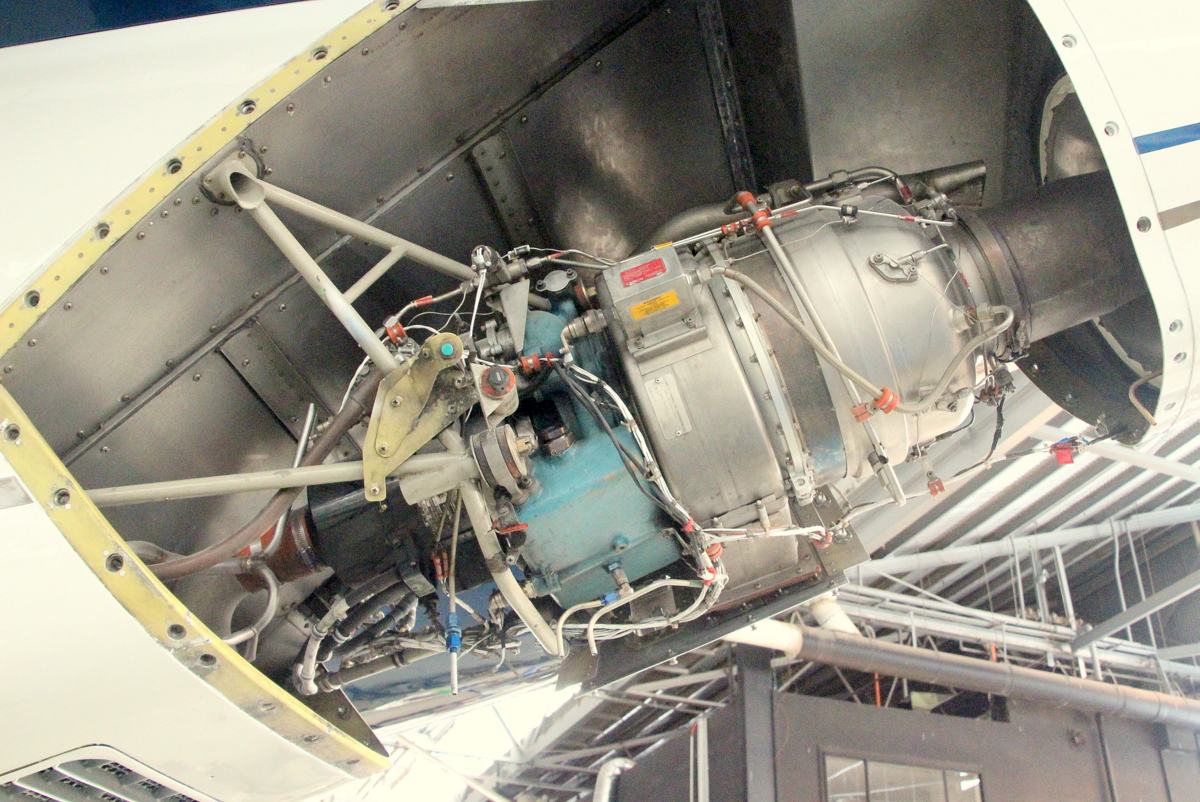
霍尼韦尔GTCP36輔助動力系統安装在公务机尾部下方

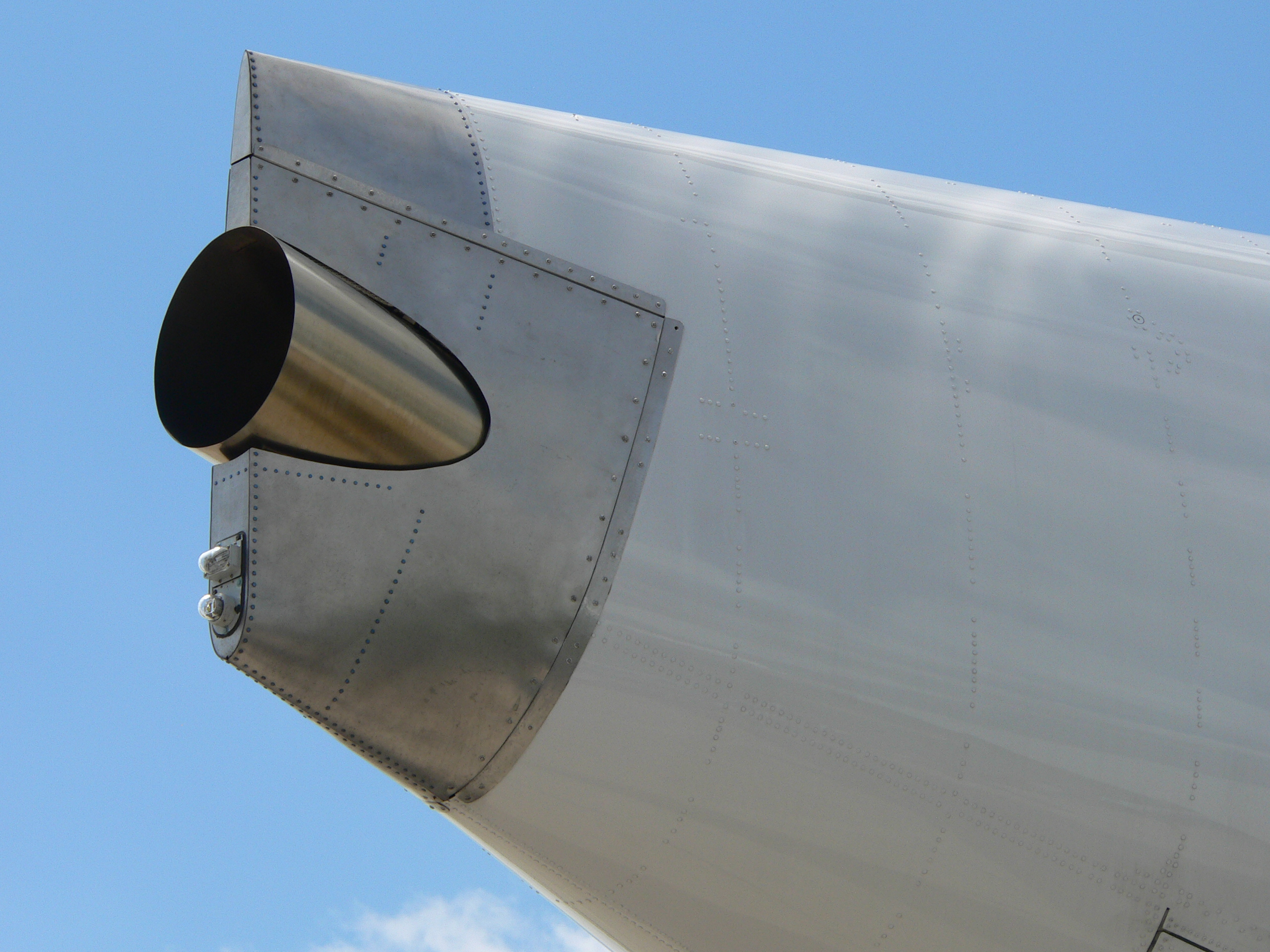
空中巴士A380輔助動力系統的排氣管

輔助動力系統（英語：Auxiliary power unit，缩写APU）的主要用途是在主發動機於停止狀態时供應電力，不需依靠外部器材來供電。不同种类的輔助動力系統可以安装在各种飛機、船只，或者一些大型的地面交通工具上。

## 飛機

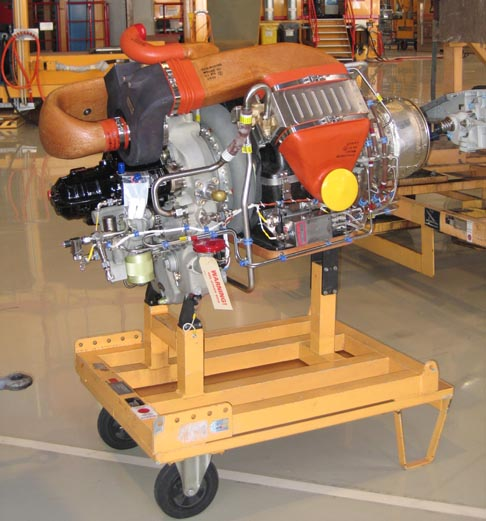
空中巴士A318/A319/A320/A321的輔助動力系統

飛機上的輔助動力系統可用來啟動噴射發動機。通常用來當飛機在地面時製造電力來供給液壓系統和空調系統。輔助動力系統也可在空中提供電力。第一架使用活塞引擎輔助動力系統的飛機是英國超級馬林（Supermarine Nighthawk），而第一架使用燃氣渦輪引擎輔助動力系統的飛機是波音727，可讓它在沒有提供外部供電的的較小機場起降。
通常輔助動力系統被安裝在機尾的部份，輔助動力系統的排氣管可在大多數的機尾上看到。APU电压基于飞机本身的电力系统而定，常见的有115－120 V、 400、400 Hz AC、28 V DC、14 V DC几种。
有些飞机，如ATR72，并没有独立的APU，而是通过右边的二号发动机上的螺旋桨煞车装置，让2号发动机可以在启动的状态下，不让螺旋桨旋转，仅担任电力和空气的供应。

## 航天飞机

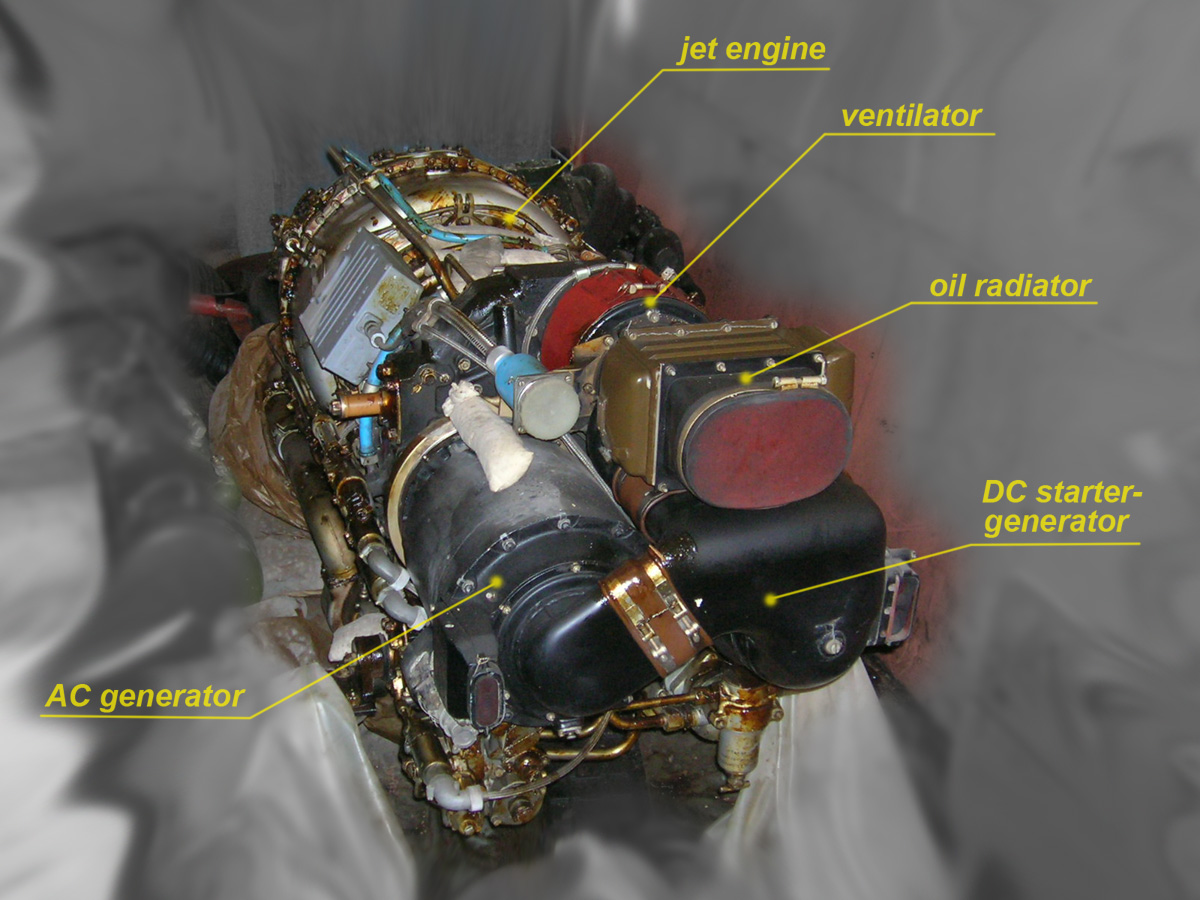
适用于 Tu-154、Yak-42 飞机的辅助动力系统 TA-6 系列

航天飞机也安装有辅助动力系统。不像飛機的輔助動力系統，它只提供液壓，並無提供電力。航天飞机有三個以聯氨來當燃料的輔助動力系統，只有在返回大氣層和降落時使用。返回大氣層時，輔助動力系統提供液壓和飛行操縱裝置。降落時，輔助動力系統提供煞車。航天飞机也可以只使用一個輔助動力系統來降落。哥倫比亞號太空梭STS-9下降前，兩個輔助動力系統著火了，但太空船最後還是成功降落。

## 陸軍
有些坦克裡也有輔助動力系統，當坦克不移動的時候提供電力。輔助動力系統可以免除坦克車引擎在運轉時的噪音、高油耗和高溫，以免被敵軍以紅外線偵測到行蹤。

## 外部連結
- （页面存档备份，存于）
- （页面存档备份，存于）
- 燃氣輪機與艦艇推進[]
- "Armor-plated auxiliary power" design of a modern gas turbine APU（英文）
- "Space Shuttle Orbiter APU" （页面存档备份，存于）（英文）